# Otročín
Otročín (deutsch Landek) ist eine Gemeinde in Tschechien. Sie liegt 15 Kilometer nordöstlich von Marienbad und gehört zum Okres Karlovy Vary.

## Geographie
Otročín befindet sich im Nordwesten des Tepler Hochlandes am Rande des Landschaftsschutzgebietes ChKO Slavkovský les. Das Dorf wird vom Bach Nadlucký potok durchflossen. Westlich erheben sich der Tisovský vrch (Hegelshöhe, 740 m) und der Liščí vrch (711 m); südlich liegen der Holý kopec (690 m) und die Beranovský výšina (735 m). Nördlich verläuft im Tal des Otročínský potok die Bahnstrecke von Rakovník nach Bečov nad Teplou. Die Bahnstation „Otročín“ liegt einen knappen Kilometer außerhalb des Dorfes.
Nachbarorte sind Měchov und Brť im Norden, Sedlo im Nordosten, Poseč im Osten, Prachomety, Kladruby und Klášterní Ovčín im Südosten, Beranov, Teplá und Nová Farma im Süden, Rankovice und Poutnov im Südwesten, Popovice und Bohuslav im Westen sowie Tisová im Nordwesten.

## Geschichte
Zu Ende des 12. Jahrhunderts befand sich am Zusammenfluss von zwei Bächen an der Straße nach Teplá eine slawische Siedlungsstätte, die als Vorgänger des Dorfes anzusehen ist. Die erste urkundliche Erwähnung erfolgte im Jahre 1233, als in der Umgebung von Otročín die Kapelle des Erzengels Michael entstand. Zu dieser Zeit gehörte das Dorf dem Stift Tepl.
Nachdem zu Beginn des 13. Jahrhunderts in den Bächen Gold gefunden worden war, holte das Stift Tepl deutsche Seifner in die Gegend. Der ursprüngliche Rundling wurde vergrößert und wuchs zu einem Reihendorf entlang der Straße an. Da der Ort am Rande der Klosterherrschaft gelegen war, erhielt er den Namen Landeck.
Im Jahr 1530 gelangte Landeck an weltliche Besitzer. Dies waren zunächst die Herren von Pflugk. Ihnen folgten die Herren von Plauen. 1612 erwarb das Stift Landeck zurück und hielt es bis zur Aufhebung der Patrimonialherrschaften.
Im Jahr 1850 entstand die politische Gemeinde Landek/Ostročín im Bezirk Tepl.
1920 entstand der tschechische Name Otročín. 1930 hatte Landek 729 Einwohner. Nach dem Münchner Abkommen wurde die Gemeinde 1938 dem Deutschen Reich zugeschlagen; bis 1945 gehörte das Dorf zum Landkreis Tepl. 1939 hatte Landek 687 Einwohner. Bis 1945 war Landek überwiegend von Deutschböhmen besiedelt, die vertrieben wurden. Nach dem Ende des Krieges kam Otročín zur Tschechoslowakei zurück und wurde 1946 in den Okres Toužim eingeordnet. Seit 1961 gehört Otročín zum Okres Karlovy Vary. 1961 erfolgte die Eingemeindung von Brť, Měchov, Poseč und Tisová.

## Gemeindegliederung
Die Gemeinde Otročín besteht aus den Ortsteilen Brť (Pirten), Měchov (Mies), Otročín (Landek), Poseč (Poschitz) und Tisová (Tissau), die zugleich auch Katastralbezirke bilden.

## Sehenswürdigkeiten
- Kirche des Erzengels Michael, erbaut 1838
- Sockel des Kaiser-Josef-Denkmals
- jüdischer Friedhof, westlich außerhalb des Dorfes auf halbem Wege nach Poutnov